# Forestburg
Forestburg este un sat situat în partea central-estică a provinciei Alberta, Canada. Zona cunoscută pentru terenurile sale agricole a fost colonizată de europeni în anul 1905. La scurt timp după stabilire, locuitorii au început să mineze cărbune pe malurile râului Battle.
Economia satului Forestburg este dominată în mare parte de agricultură, exploatarea resurselor naturale și producția de energie. Localitatea are diverse magazine și servicii, iar multe din locurile de muncă sunt furnizate de Atco Power Ltd. și Westmoreland Coal. Forestburg găzduiește sediul căii ferate Battle River, o cooperativă feroviară înființată în 2009.

## Istorie
Satul a fost inspectat și fondat în 1919, după construirea căii ferate în 1916.

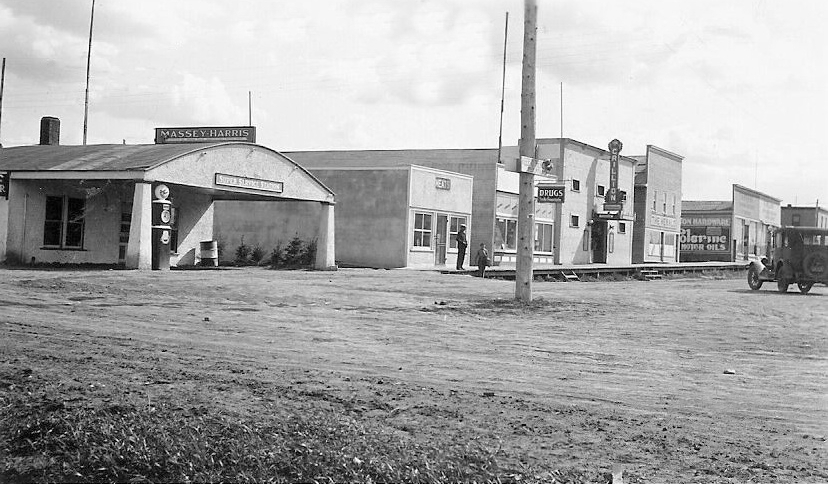
Forestburg, anii 1930

## Demografie
Conform Recensământului Populației din 2021, realizat de Statistics Canada, satul Forestburg avea 807 locuitori ocupați în 373 din cele 417 locuințe private, o scădere de 8,0% față de populația de 880 înregistrată în 2016.